# Istituto Italiano Statale Comprensivo di Barcellona
L'Istituto Italiano Statale Comprensivo di Barcellona o Istituto Italiano Statale Comprensivo "Edoardo Amaldi"  è una scuola internazionale italiana situata a Barcellona.

## Storia

### Fondazione e primi sviluppi
La necessità di una scuola italiana a Barcellona viene espressa dall'élite della comunità italiana della città, organizzata nella Società Italiana di Beneficenza e Mutuo Soccorso, già negli ultimi decenni dell'Ottocento. La preoccupazione era che i figli degli italiani (che a fine secolo saranno quasi duemila) non imparassero adeguatamente la lingua materna e che la scuola spagnola finisse per assimilarli alla cultura del paese di accoglienza. Nelle scuole spagnole infatti l'italiano era insegnato soltanto come materia supplementare, ed i corsi erano a pagamento. Nel 1877 quindi vi è una prima richiesta al Ministero degli Esteri italiano da parte della Società Italiana di Beneficenza di inviare di un maestro per la creazione di un corso di italiano, o di aumentare il finanziamento pubblico alla stessa Società per assumerne uno. Il Ministero tuttavia nel 1880 risponde negativamente, ritenendo prioritaria la fondazione di scuole italiane in altre città estere con comunità italiane più grandi, limitandosi a promettere un generico appoggio alla scuola una volta fondata. Dopo un primo tentativo fallito nel 1878-1879, la Società riesce a raccogliere fondi a sufficienza e nell'anno scolastico 1881-1882 viene avviata una scuola elementare con 50 alunni.
Nel 1888-1889, col nuovo Governo Crispi e l'avvio di un tentativo di avventura coloniale italiana, anche le scuole italiane all'estero ricevettero una rinnovata attenzione, in particolare per i risvolti politici ed economici della presenza culturale italiana. La scuola elementare italiana di Barcellona, che allora contava 50 alunni, divenne così ufficialmente scuola sussidiata da parte del Ministero degli Esteri, che le assegnò un finanziamento di 500 lire. Nel 1894 vi fu una nuova riforma del sistema scolastico italiano all'estero, che, oltre a istituire visite ispettive periodiche, aumentò il potere di controllo delle autorità consolari.
Un nuovo impulso allo sviluppo delle scuole italiane all'estero si ebbe alla vigilia di una nuova impresa coloniale, la guerra di Libia del 1911. La Legge Tittoni nel 1910 ristrutturò l'Ispettorato Generale delle Scuole Coloniali, e per la prima volta venne preso in considerazione il problema dell'analfabetismo nelle classi sociali più povere tra gli emigrati italiani. A Barcellona in particolare, vi erano stati casi di alunni esclusi anche dal sistema scolastico locale, a causa dell'imposizione di un numero massimo di alunni ammessi alle scuole elementari municipali. In tale quadro si ebbe un nuovo impulso nella politica culturale italiana nella città catalana. Il nuovo console italiano nella città, Vittorio Lebrecht, riuscì a ottenere l'equiparazione della scuola elementare italiana della città alle scuole del Regno d'Italia, oltre ad essere il principale fautore dell'apertura, nel 1910, di un comitato barcellonese della Società Dante Alighieri. Essa fu accolta nella Casa degli Italiani, il neonato centro culturale finanziato dalla comunità italiana cittadina, nei cui locali si trasferì anche la scuola elementare della Società di Beneficenza. La stessa sezione della Società Dante Alighieri metterà lo sviluppo delle scuole italiane tra i suoi obbiettivi: grazie anche ai finanziamenti ricevuti dalla sede centrale, nel 1921-1922 riuscirà infine a promuovere l'apertura di un nuovo istituto tecnico commerciale in lingua italiana.

### Fascistizzazione
Con la Marcia su Roma e l'avvento del Governo Mussolini, si aprì una nuova fase per le istituzioni culturali italiane a Barcellona, quella della fascistizzazione. Rispetto al resto della Spagna, dove le scuole italiane sussidiate dal Ministero erano esclusivamente di natura religiosa, Barcellona era l'unico luogo in cui vi erano istituti scolastici e culturali laici, e che quindi poterono essere posti direttamente sotto il controllo del regime.
Il controllo dell'ambito culturale e scolastico avvenne nell'ambito della fascistizzazione dell'intero mondo associazionistico della comunità italiana della città. L'élite italiana che lo controllava dal canto suo si dimostrò in gran parte disposta ad appoggiare il nuovo regime, visto come garante dell'ordine di fronte alla minaccia rivoluzionaria. Il punto di partenza fu la vecchia Società di Beneficenza e Scuole, che venne rinnovata: ridenominata Casa degli Italiani, e trasformata in un patronato, venne incaricata non solo di gestire l'omonimo edificio, ma mirava ormai a inglobare tutte le attività associative della comunità italiana.
Su proposta del nuovo presidente della Casa degli Italiani, Amerigo Fadini (ex dirigente della Società di Beneficenza), nel 1923 venne unificata la scuola elementare con l'istituto tecnico, dando vita al nuovo Istituto scolastico "Dante Alighieri". Le proteste del locale comitato della Società Dante Alighieri, motivate dal vedersi sottrarre la gestione del neonato istituto tecnico, ma anche da ragioni politiche, vennero presto superate grazie all'appoggio della sede centrale della Società. Anche se inizialmente Fadini godette di una sostanziale autonomia rispetto al locale Fascio del PNF, col consolidamento del regime quest'ultimo guadagnò progressivamente peso: nel 1925 Fadini verrà sostituito alla presidenza dell'associazione da un fascista. In ogni caso già sotto la gestione di Fadini e dei direttori dell'istituto scolastico da lui nominati iniziò il processo di fascistizzazione della scuola italiana di Barcellona: per esempio nel 1924 Benedetto Colarossi, l'ex presidente del comitato della Dante e professore alle scuole elementari, verrà messo a riposo per "le sue idee poco conformi a quelle dominanti". A dimostrazione della sostanziale continuità nelle politiche scolastiche, l'ultimo direttore dell'Istituto nominato da Fadini, Ettore De Zuani, verrà riconfermato anche dal suo successore.
Alle scuole di Barcellona, nonostante fossero ancora nominalmente private, poterono così essere applicate senza grandi problemi le misure che man mano venivano prese dal governo per assoggettare il sistema delle scuole italiane all'estero ai fini di proselitismo politico e culturale del regime. Alle scuole sovvenzionate in particolare venne imposta l'omologazione alle scuole governative per ottenere l'equiparazione dei loro titoli a quelli statali. Vi fu dunque l'estensione degli obblighi via via imposti agli insegnanti delle scuole statali come il giuramento di fedeltà al Re e alla Patria e, dal 1929, la progressiva sostituzione degli insegnanti spagnoli con docenti inviati dall'Italia. Vennero poi adeguati al nuovo corso politico i programmi didattici delle varie materie, furono rinnovati i libri di testo, e naturalmente vennero adottati tutti gli aspetti simbolici come l'obbligo del saluto romano o l'osservanza delle festività fasciste. Infine dal 1927 venne costituita la sezione locale dell'Opera Nazionale Balilla, che inquadrò in un doposcuola pomeridiano gli scolari delle scuole italiane, con particolare attenzione data all'attività fisica e all'istruzione premilitare. Dal canto suo la scuola poté godere di certi vantaggi dalla collaborazione con le autorità, come l'invito formale da parte delle autorità consolari alle famiglie italiane residenti a Barcellona con bambini in età scolare perché li iscrivessero nelle scuole della Casa degli Italiani.
Nell'anno scolastico 1930-1931 poi venne fondata anche una Scuola Montessori, inaugurata dalla stessa Maria Montessori, destinata ai bambini tra i 3 e i 6 anni e inquadrata anch'essa nell'Istituto scolastico. Inoltre nel quartiere popolare di Sants venne aperta una scuola serale.

#### Il problema della scuola media
Il principale problema della politica educativa del regime nella città catalana fu la scuola media. I primi problemi iniziarono con la parificazione ministeriale. La scuola media dava infatti sia insegnamenti delle materie tipiche di un istituto commerciale, ma anche di alcune materie liceali, cosa che non era accettata da Roma. Dopo alcune indecisioni si arrivò infine alla costituzione di un istituto tecnico inferiore. Al termine del quarto anno, superato l'esame finale, gli alunni potevano accedere agli istituti superiori tecnici commerciali o ai licei scientifici in Italia, oppure accedere agli esami di ammissione dei licei classici, sempre nella madrepatria, o a quelli per il Bachillerato in Spagna.
Il nuovo istituto però lasciò fredde le famiglie italiane di Barcellona che, nonostante gli inviti del Consolato, preferivano iscrivere i propri figli nelle scuole medie locali che poi permettevano il libero accesso alle scuole superiori spagnole. Nel 1933 dunque si decise di rifondare la scuola media italiana, sia per la crisi in cui versava la scuola media esistente, sia per tentare di attrarre quegli alunni spagnoli che frequentavano le scuole religiose e che in base alla Ley de Confesiones y Congregaciones Religiosas promulgata dal governo repubblicano di Azaña avrebbero dovuto iscriversi alle scuole pubbliche repubblicane. A dirigerla venne chiamato il direttore dell'Istituto Italiano di cultura e fu strutturata su tre curriculum: classico, scientifico e "spagnolo", ossia modellato sul Bachillerato spagnolo con l'obiettivo di favorire il superamento degli esami di accesso agli studi superiori locali per i giovani della colonia.
Se da un lato la chiusura delle scuole religiose spagnole venne annullata già nell'autunno 1933 dal nuovo governo Lerroux, dall'altra parte il fatto che la grande maggioranza degli studenti e delle famiglie italiane avesse scelto il corso di studi "spagnolo" suscitò l'ostilità da parte delle autorità fasciste. Un'ispezione governativa nel gennaio 1935 si concluse con giudizi durissimi e dall'anno scolastico successivo la scuola fu chiusa, permettendo soltanto il proseguimento degli studi agli studenti che avevano già iniziato il piano di studi classico. Una previsione resa comunque vana dalla guerra civile, che l'anno successivo pose fine a tutte le attività della Casa degli Italiani e delle sue scuole nella città catalana.

### Riapertura ed età repubblicana
Le autorità fasciste tornarono a Barcellona soltanto dopo la presa di Barcellona da parte dell'esercito franchista, e solo dopo molti mesi, il 4 novembre 1939, poterono essere solennemente riaperte la Casa degli Italiani e la scuola elementare. Per i livelli superiori però le cose divennero più complicate, a causa dei ritardi nell'invio dei professori dall'Italia. La scuola media poté così riaprire solo il 6 novembre 1941. La vicinanza politica tra il regime fascista e il nuovo governo franchista lasciò sperare le autorità scolastiche italiane in un accordo per la parificazione dei titoli di studio della scuola italiana a quelli spagnoli, accordandosi su un modello misto che avrebbe unito elementi del sistema scolastico franchista a quelli del sistema italiano. Tra le condizioni imposte dal nuovo governo spagnolo però vi fu la tassativa divisione delle classi per sesso, cosa che comportava la ricerca di dieci aule aggiuntive e che non sarà risolta prima della fine della guerra mondiale a causa delle difficoltà finanziarie dell'Italia.
L'8 settembre 1943 ebbe le sue ripercussioni anche in Spagna. A livello nazionale, l'ambasciatore Giacomo Paulucci di Calboli e la maggior parte dei diplomatici, dei dirigenti e dei docenti delle istituzioni culturali ed educative italiane nel paese rimase fedele al governo Badoglio. Nella città catalana tuttavia sia il console italiano in città, sia il presidente della Casa degli Italiani, si dichiarono fedeli alla RSI. Su pressione dell'ambasciatore, il console tornò però presto sui propri passi, mentre le attività del fascio repubblicano clandestino non saranno significative. Il governo Badoglio si trovò in condizioni di estrema difficoltà finanziaria, nonostante ciò l'ambasciatore riuscì a mantenere aperte, almeno temporaneamente, le scuole di Madrid e Barcellona. Il mantenimento delle scuole sarà poi confermato anche dal successivo ambasciatore, Tommaso Gallarati Scotti, anche se per quelle di Barcellona si dovette tornare a una forma di compartecipazione nel finanziamento da parte della comunità italiana locale attraverso le sue associazioni. Il nuovo ambasciatore gestirà anche l'epurazione dei dirigenti e dei docenti compromessi col fascismo nel Ventennio precedente.
Nel 1951 la scuola divenne statale. In base a un accordo tra Italia e Spagna, i titoli di studio rilasciati sono validi in entrambi i paesi.

## Organizzazione
Dal 2003, tutte le scuole italiane di Barcellona sono state accorpate a un unico istituto comprensivo composto di tre parti: Scuole secondarie "Edoardo Amaldi", Scuola primaria "Maria Montessori" e scuola dell'infanzia "Maria Montessori". L'amministrazione scolastica e il liceo occupano un campus, mentre tutte le altre classi sono in una struttura nel quartiere di Sarrià.